# Aeroportul Boulia
Aeroportul Boulia (IATA: BQL, ICAO: YBOU) este un aeroport din Queensland, Australia.
Situat la o altitudine de 164 m, aeroportul dispune de o singură pistă. Este operat de Shire of Boulia⁠(d).